# 別府海浜砂湯
別府海浜砂湯（べっぷかいひんすなゆ）は、大分県別府市上人ヶ浜の上人ヶ浜公園内に設置された別府市営の共同温泉である。
「上人ヶ浜公園整備運営事業」に伴い、2023年（令和5年）3月31日で廃止となる。設備は一部を除いて取り壊され、跡地には民間事業者によって新たに砂湯や宿泊施設の整備の工事が行われる。

## 概要

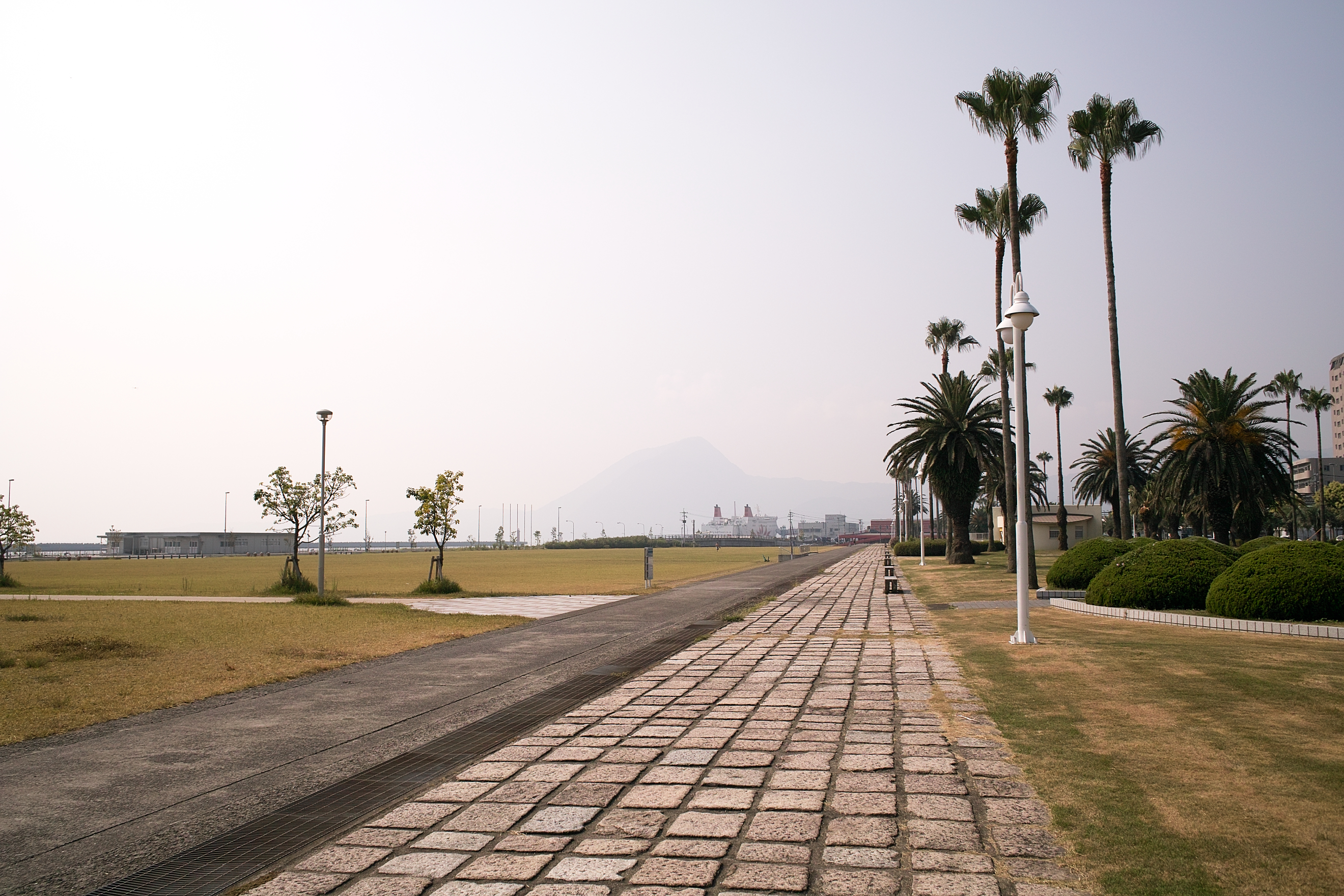
別府海浜砂湯が位置する上人ヶ浜公園

別府国際観光港の隣、別府八湯の一つ亀川温泉の上人ヶ浜にある。この浜は、1276年（建治2年）に一遍上人が九州を訪れた際に上陸したという伝承が残る海岸で、上人ヶ浜という名称もこの伝承に因むものである。
ミシュランガイドの「ミシュラン・グリーンガイド・ジャポン」で2つ星の評価を受けている。

## 沿革

### 市による整備

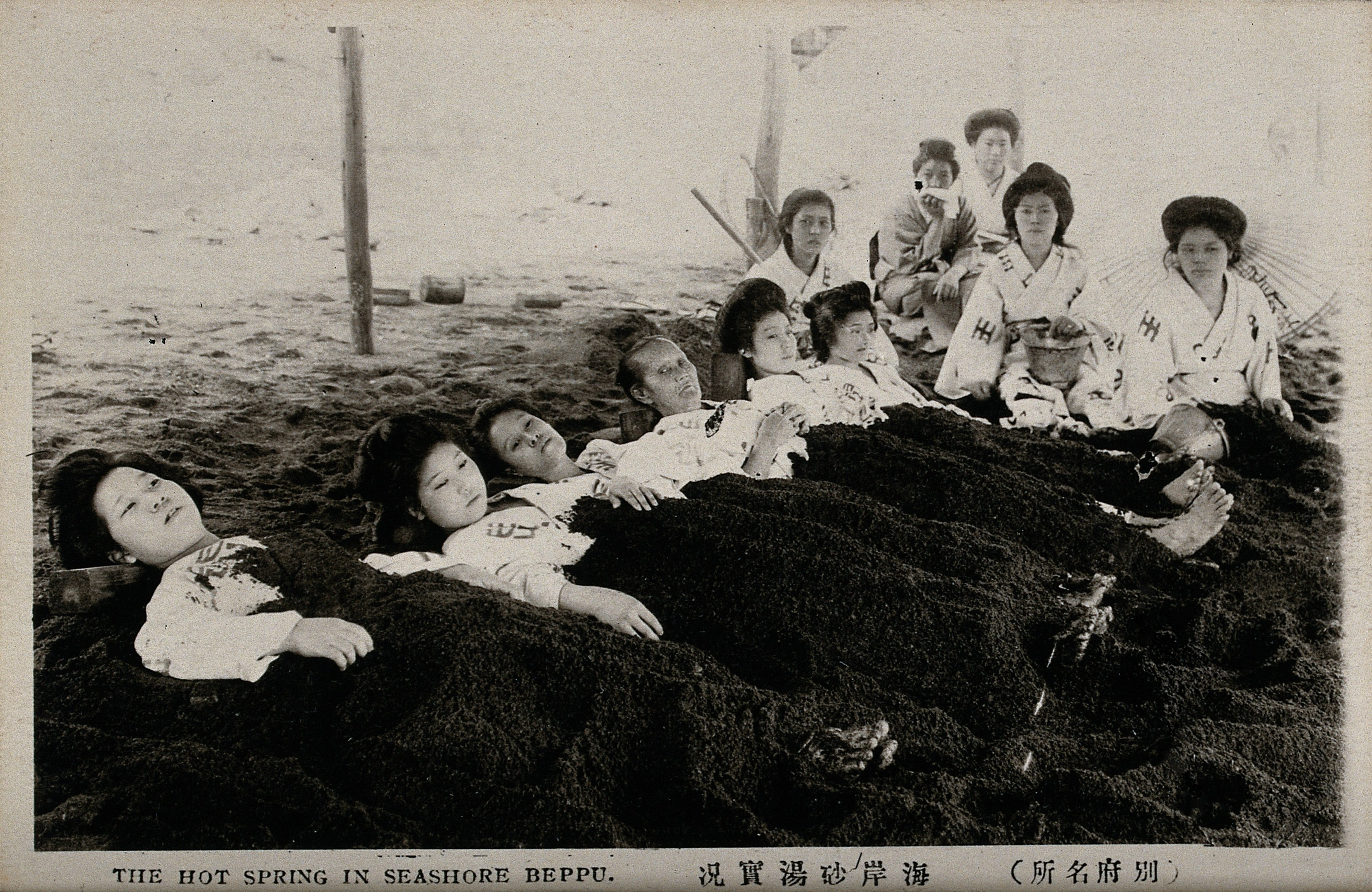
かつての天然砂湯

別府では古くから海岸の砂浜に温泉が湧き出し、別府湾沿岸の浜脇温泉、別府温泉、亀川温泉の砂浜には、いくつもの天然砂湯が整備され、大勢の湯治客で賑わっていた。
しかし、国道10号の拡幅などで海岸が埋め立てられ、天然の砂湯を体験できる砂浜はなくなったために、1986年（昭和61年）に唯一自然の海岸線が残る上人ヶ浜に現在の別府海浜砂湯が設けられた。その後、別府海浜砂湯は2002年（平成14年）に改築され、可動式屋根を設置するとともに休憩所を増設している。

### パークPFI方式の採用と市営施設の廃止
利用者が増加傾向にあり、ゴールデンウィークや週末等の繁忙期には最大3時間の順番待ちが生じている。また、予約ができない、多人数の同時利用が難しい、駐車場が少ないといった運用上の問題がある。このため、別府市では拡張を検討し、2017年度（平成29年度）に民間事業者から意見・提案を求めるサウンディング調査を実施して、隣接する旧別府市美術館を解体して、跡地を含めて一体的に整備する方針を固めた。
その後、別府市では2021年から事業者を公募し、ティーケーピー（東京都）の提案した民間事業者が公園を整備・運営するパークPFI方式を採用することになった。
市営の砂湯施設は2023年（令和5年）3月31日で廃止される。設備は一部を除いて取り壊され、跡地には砂湯の拡張や宿泊施設の整備などの工事が行われる。

## 施設
砂湯、内湯、休憩室、足湯を有する。
砂湯は、最大で12人が同時に利用できる槽が2区画あり、交互にお湯を満たして砂を洗い、いつでも清潔に保たれるようになっている。2016年度の砂湯の利用者は53,374人。

### 所在地
- 大分県別府市上人ヶ浜[3]

### 温泉概要
- 泉質 - ナトリウム-塩化物泉（塩化物泉）[3]
- 種別 - 源泉かけ流し[3]

## 交通
- 自動車[3]
  - 大分自動車道別府ICから亀川方面へ車で約15分
  - JR九州日豊本線別府駅から亀川方面へ車で約10分
  - 別府国際観光港から亀川方面へ車で約5分
- 鉄道 - JR九州日豊本線別府大学駅から徒歩8分[10]
- バス（2018年現在） - JR九州日豊本線別府駅東口→「六勝園・別府海浜砂湯前」停留所（所要時間約15分・大人片道240円）下車→徒歩約2分
  - 亀の井バス：20番別府大学経由鉄輪線、26番、26A番外廻り循環線
  - 大分交通：50番APU線 [3]